# Barneo

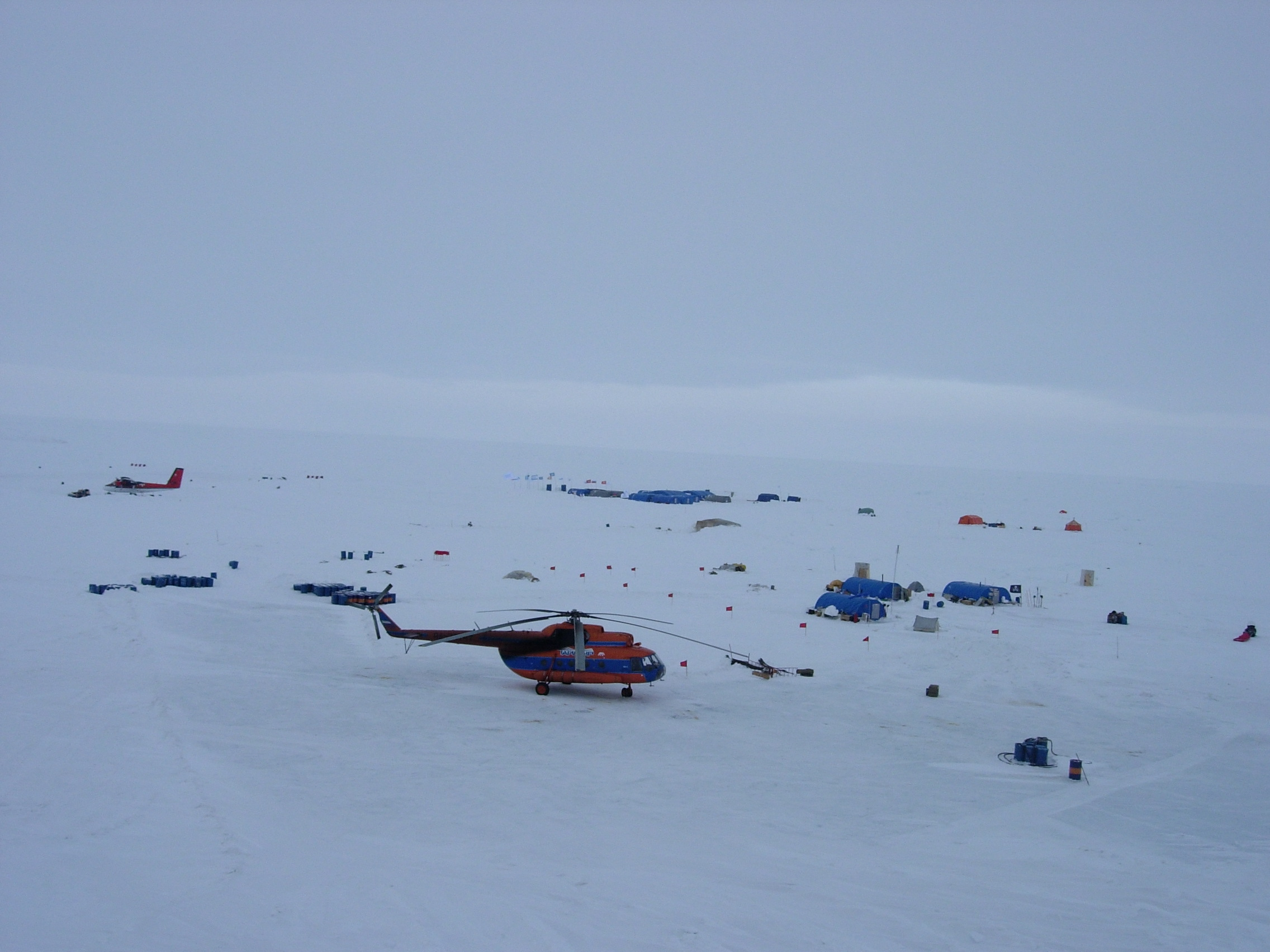
Campamento Barneo

El campamento Barneo (en ruso; Лагерь Бaрнео) es una base establecida en un casquete de hielo muy cercana al Polo Norte.

## Historia
La primera base "Barneo" fue establecida en 2002. La base en el hielo es financiada por Sociedad Geográfica Rusa y normalmente dura desde el mes de abril. Dependiendo de la localización de la base, Excursiones hasta el polo norte real pueden ser realizadas en esquíes, en trineos de perros o en helicóptero.
En 2007 Barneo estaba situada en las coordenadas 89°31.5′N 30°27′O / 89.5250, -30.450. Sin embargo los vientos del norte han hecho que hielo sobre el que se asienta el campamento se mueva hacia el sureste de manera constante (0.8 km/h). 
Desde comienzos del 2008, Barneo se convirtió en un destino turístico muy exclusivo. 
En 2012, se habrán realizado 11 establecimientos seguidos de la base sobre el hielo. 
La base ártica de Barneo consta de una pista de hielo para aviones en la que pueden aterrizar aviones tipo de carga tipo Antonov An-74 y un campamento con tiendas. Ambas infraestructuras deben rehacerse todos los años.
En abril de 2015, habrá una ceremonia en la que se desplegará la bandera más grande de Rusia, de 1 052 metros сuadrados, con motivo del 70.º aniversario de la victoria rusa en la Segunda Guerra Mundial.

## Pista sobre el hielo
Es una pista para aviones de unos 1200 por 60 metros, que se reacondiciona todos los años al final marzo antes de que establezca el campamento. En esta pista pueden aterrizar aviones de carga y pasajeros como el jet Antonov An-74.

## El campamento sobre el hielo
El campamento sobre el hielo es el principal componente de la infraestructura de expediciones turísticas al Polo Norte, un complejo único para acoger visitantes y el personal de base.
El campamento se compone de carpas especialmente diseñadas con marcos rígidos.Todas las tiendas tienen calefacción y la temperatura interior se mantiene entre 15 y 18 ° С.
Las tiendas más grandes son comedores: uno para el personal y otro para los visitantes. Estas tiendas están conectados por un bloque a una cocina. Las tiendas de campaña para los visitantes son el principal lugar para las reuniones y sesiones de información, aquí los viajeros se reúnen y llegan a conocerse unos a otros. 
Desayunos, almuerzos y cenas se sirven en momentos determinados, y los aperitivos, el té o el café están disponibles las 24 horas del día. 
Las Carpas para visitantes tienen capacidad para 12 personas. El personal del campamento vive en módulos separados. Una parte importante del campamento son los bio-sanitarios. También hay módulos técnicos para el almacenamiento y mantenimiento de los equipos.
Si es necesario, el médico del campo puede proporcionar primeros auxilios.
El campamento científico y el campamento de tripulaciones de helicópteros son aledaños al campo principal.
Puesto que es imposible evitar la deriva de la pista sobre el témpano de hielo durante más de una temporada, el campamento tiene que ser construido desde cero cada año. Esta es la principal diferencia entre este proyecto y el de los proyectos similares en la Antártida. Al final de cada temporada todo el equipo se retira del hielo.